# Stade Al-Nahyan
Le stade Al-Nahyan (en arabe : استاد النهيان) est un stade de football à multi-usages, principalement utilisé pour les rencontres de football.
Il est basé à Abu Dhabi, aux Émirats arabes unis et a une capacité d'accueil de 12 000 spectateurs.

## Histoire
Il a été construit en 1995 et accueille les rencontres à domicile du club d'Al Wahda.
En 2003, il a accueilli des rencontres de la phase finale de la Coupe du monde des moins de 20 ans.

## Compétitions internationales organisées
- Coupe du monde des moins de 20 ans 2003
- Coupe d'Asie des nations 2019
- Coupe du monde des clubs 2021